# Jiří Lacina (malíř)
Jiří Lacina (7. dubna 1934 Škvorec – 7. března 2004 Pardubice) byl český malíř, autor kreseb a objektů, patří ke generaci Starých psů.

## Život
Malíř a autor objektů studoval v letech 1953–1957 na Vyšší škole uměleckého průmyslu v Praze, jeho spolužáky byli ostatní Starý psi. Pokračoval krátce na Uměleckoprůmyslové škole v Praze v ateliéru Aloise Fišárka. V armádní škole se naučil hrát na trubku, vojnu strávil u armádního vojenského souboru. Hrával také na saxofon. Jeho dílem se vždy nesla hudební linka. Po návratu do Pardubic (1958) spoluzaložil Sekci mladých (Lubomír Driml, Jiří Lacina, Bedřich Novotný, Josef Procházka, Jan Steklík, později Alva Hajn etc), která pořádala výstavy v prostoru Za pasáží. V roce 1968 byl za autorství plakátů kritizujících okupaci vojsky Varšavské smlouvy pod jinou záminkou odsouzen na 14 měsíců do vězení. Pavel Imrich o Jiřím Lacinovi napsal: Jiří Lacina je voják, rváč a něžný hudebník.

## Dílo
V 60. letech pod vlivem informelu maloval krajiny, torza, v sedmdesátých letech začal realizovat objekty (ve vězení se naučil svářet). V roce 1975 vznikl objekt Krucifix. Do veřejného prostoru Pardubic v tomto roce vytvořil velmi zdařilou sochu Hudebníci, které se bohužel nezachovala. Důležitým tématem jsou jazzové motivy, například Vzpomínka na hráče blues (1979).
V 80. letech přicházejí habitaty, parketáže, rotace, krovy, půdorysy, kanalizace, zabedňování prostoru, portály, obyvatelné stromy, hradiště, zimoviště, Laookoon, molitanové objekty, kresby se šrafurami.
Devadesátá léta přinesla Spodní prameny, Bílé obrazy, Sluneční brány, Plovoucí kameny, Putování slunce, monumentální diptych Kosmický prach (1998). Pozoruhodným souborem je konvolut obrazů věnovaných disonančním skladbám Einsteina hudby Pierra Bouleze Kladivo bez pána. Rozměrnou instalaci parketáží Jiří Lacina vystavil v kostele Panny Marie Alexandrijské v Libotenicích (1999–2002).
Na konci devadesátých let studoval v obrazech podnebí (Zpráva o počasí), které s obydlím vždycky souvisí. Počasí sloužilo jako model nevypočitatelnosti. Pracoval na sérii Bílých obrazů. Mezi další významné cykly patří Spodní prameny, Sluneční brány a téma aleatorní hudby.

### Výstavy (výběr)
- 1964 – Divadlo E. F. Buriana, Praha
- 1977 – Jiří Lacina, Klub v Michalské, Praha
- 1979 – Jiří Lacina, Jazz Klub Parnas, Praha
- 1981 – Jiří Lacina, Theater Museum, Düsseldorf
- 1982 – Krajské divadlo Kolín
- 1984 – Východočeští výtvarníci, Výstavní síň Česká Třebová Alva Hajn, Jiří Lacina, Bedřich Novotný, Josef Procházka
- 1985 – Jiří Lacina, Galerie Horace Sherbooke, Kanada
- 1986 – Jiří Lacina: Obrazy, kresby, objekty 1982–1985, Junior klub Na chmelnici, Praha
- 1987 – Jiří Lacina, Galerie Luna, Plzeň
- 1987 – Jiří Lacina, Kresby, Ústav makromolekulární chemie (Galerie Makráč), Praha
- 1990 – Jiří Lacina, Orlická galerie, Rychnov nad Kněžnou
- 1991 – Jiří Lacina Obrazy, Ústřední kulturní dům železničářů
- 1991 – Východočeská galerie v Pardubicích
- 1995 – Galerie hradu Pecka, s Vojmírem Vokolkem
- 1998 – Jiří Lacina, Dialogos, Galerie Fons, Pardubice
- 1999 – Galerie Mánes, Praha
- 1999–2002 – Kostel sv. Kateřiny Alexandrijské, Libotenice
- 2001 – Jiří Lacina, Jan Steklík: Sonda do paměti a zpět, Studio Paměť, společnost pro záchranu kulturních hodnot, Praha
- 2001 – Jiří Lacina, Josef Procházka Kresby, Radnice, Lázně Bohdaneč
- 2002 – L´art contemporain tcheque, Galerie Audabiac, Audabiac
- 2004 – Práce z let 1990–2004, Dům U Jonáše, Pardubice

### Účast na výstavách (výběr)
- 1960 – Galerie Dílo, Pardubice s (B. Novotným)
- 1962 – Galerie Za pasáží, Pardubice
- 1965 – Konfrontace, Mánes, Praha
- 1967 – Českoslovenští výtvarníci, Galerie Koszalin a Slupsk, Polsko
- 1968 – Východočeští výtvarníci, Atomový kryt, Pardubice
- 1969 – Východočeští výtvarníci, Kulturní dům Ledeč nad Sázavou, Galerie Havlíčkův Brod
- 1986 – výstava A4, Galerie H, Kostelec nad Černými lesy
- 1987 – Art of Today II, Budapešť, Maďarsko
- 1989 – Výtvarná bilance 89, Krajská galerie Hradec Králové
- 1990 – Výstava Český týden, Krefeld, účast Alva Hajn, Frantisek Kyncl, Josef Procházka, Bedřich Novotný, Jiří Lacina
- 1990 – Obrazy a plastiky, Kartouza Valdice, (Jičín) – Jiří Lacina, Milan Langer
- 1993 – Chrasten, Vyšehrad, Praha (Nové sdružení výtvarných umělců)
- 1997 – výstava 5+1 (Hajn, Kyncl, Lacina, Novotný, Procházka, Malý, Muzeum a galerie Litomyšl (katalog, text O. A. Kukla)
- 1998 – Zlínský salon, Zlín
- 1999 – Zámek, Bystřice pod Hostýnem
- 2002 – výstava Cesty / Roads, bývalá reálka Pardubice, Pardubice, Jiří Lacina, Bedřich Procházka, František Kyncl, Josef Procházka
- 2005 – výstava Dostředivé okraje: Vizuální umění z Pardubického kraje, Nostický palác v Praze, Dům U Jonáše Pardubice, Zámek Litomyšl, Městská galerie Plzeň: Bořivoj Borovský, Václav Boštík, Alva Hajn, Jaroslav Jebavý, Jan Knap, Bohdan Kopecký, František Kyncl, Jiří Lacina, Karel Malich, Zbyšek Sion, Jiří Toman, Luděk Vojtěchovský, katalog, text Vít Bouček
- 2020 – výstava Starý psi ve Východočeské galerii v Pardubicích